# باري بوين
باري بوين (بالإنجليزية: Barry Bowen)‏ هو رائد أعمال وسياسي بليزي، ولد في 19 سبتمبر 1945، وتوفي في 26 فبراير 2010. حزبياً، نشط في People's United Party ‏.